# 张宝胜
张宝胜（1960年—2018年8月3日） ，中国大陆曾经喧嚣一时的特異功能者和气功大师，被视为中国大陆特异功能者的代表人物。

## 生平
1960年，张宝胜出生于南京，原名沈继宝。其父母因家境困难，未满月即将张宝胜交由长春来南京治病的杨女士收养。杨女士回到长春不久后又将张宝胜送给其姐抚养，跟随夫姓姓张。
1970年代，张宝胜初中畢業後在遼寧本溪一座鉛礦場裡工作。
1980年代初，随着中國大陸“人体特异功能”和“气功热”兴起，张宝胜开始活跃于社会，宣称自己有“非眼视觉”功能，可以“药片穿瓶”、“透视信封内文字”、“空手弯钢勺”、“耳朵识字”等名目众多的“特异功能”。1982年，张宝胜被气功特异功能组织调到北京。同年5月，为中共元老叶剑英和王震表演特异功能，据称表演很成功。随后，他的特异功能被认为可用于军事目的，因而于1983年6月2日，经中国国防科工委批准，张宝胜被正式调入507所。赢得了“神人” 、“中国圣人”、“国宝级气功师”等美誉，据称还享受中央领导级待遇。此后，张宝胜四处为政要名流发功治病、做气功报告，足迹遍及中国大陆与香港。
1988年5月，以于光远与中国科学院院士何祚庥为首的反对特异功能人士与支持张宝胜的人士共同测试了张宝胜的“药片穿瓶”能力；结果实验没有成功，事后何祚庥认为张宝胜存在作弊行为。同年7月，中国原子能科学研究院的研究人员对张宝胜的特异功能进行了实验观测研究，认为张宝胜的特异功能属实。1991年，《超人张宝胜》一书大量公开发行。同年，电视剧《超人张宝胜》在很多电视台播出，一时影响甚广，甚至被邀请为中央电视台春节联欢晚会嘉宾。
虽然张宝胜多次表演特异功能失败，但直到1995年，何祚庥测试张宝胜一事以《“超人”张宝败走麦城》为题在《中国青年》杂志上披露后。张宝胜才逐渐销声匿迹。后传他因诈骗一度被捕。90年代香港曾拍下不少有关赌博的电影，如周星驰主演電影《赌侠》和《赌侠2之上海滩赌圣》中的“大军”以及广东特异功能队，周潤發主演電影《賭神2》中的張寶成，灵感都是来自张宝胜。
2018年8月3日，张宝胜因心脏病在北京去世。